# Burning Blue (phim)
Burning Blue (tiếng Việt: Màu xanh cháy bỏng) là một bộ phim điện ảnh Mỹ năm 2013, do D.M.W. Greer đạo diễn và có sự tham gia diễn xuất của Trent Ford và Rob Mayes. Bộ phim được dựa trên vở kịch cùng tên năm 1992 của Greer về một cuộc điều tra tai nạn của Hải quân Hoa Kỳ, từ đó trở thành cuộc săn phù thủy đồng tính trong thời đại "Không hỏi, không nói".

## Nội dung
Hai người bạn thân thiết Trung úy Dan Lynch (Trent Ford) và Will Stephensen (Morgan Spector) là những phi công chiến đấu của Hải quân Hoa Kỳ lái chiếc máy bay McDonnell Douglas F/A-18 Hornet. Cả hai đều có khao khát trở thành những phi công trẻ tuổi nhất được chấp nhận thực hiện những chuyến bay vào không gian. Sau hai vụ tai nạn máy bay liên tiếp, một trong số đó là do vấn đề thị lực của Will, đơn vị của họ phải chịu một cuộc điều tra NCIS do John Cokely (Michael Sirow) đứng đầu.
Cùng lúc đó, một phi công thứ ba, Matt Blackwood (Rob Mayes), đến trên tàu sân bay và nhanh chóng phát triển tình bạn trên mức thân thiết với Dan, điều này dẫn đến các thử thách tình bạn thuần khiết giữa Dan và Will do Will là một người không có thiện cảm trong vấn đề tình yêu đồng tính. Cuộc điều tra của Cokely có kết quả bằng việc anh ta phát hiện ra những tin đồn về mối quan hệ của Dan và Matt khi cả hai bắt đầu có tình cảm với nhau. Khi Matt quyết định bỏ vợ và nghiêm túc phát triển mối quan hệ với Dan, đã có một tai nạn thứ ba xảy ra, và cuộc điều tra của Cokely làm tăng áp lực lên Dan và mối quan hệ tình bạn giữa Dan và Will.

## Diễn viên
- Trent Ford vai Lieutenant Dan Lynch
- Morgan Spector vai Lieutenant William Stephensen
- Rob Mayes vai Lieutenant Matthew Blackwood
- William Lee Scott vai Charlie Trumbo
- Michael Sirow vai John Cokely
- Cotter Smith vai Admiral Lynch
- Tammy Blanchard vai Susan
- Tracy Weiler vai Nancy
- Gwynneth Bensen vai Tammi
- Mark Doherty vai Skipper
- Chris Chalk vai Special Agent Jones
- Jordan Dean vai Stewie Kelleher
- Johnny Hopkins vai Gorden
- Haviland Morris vai Grace Lynch
- Karolina Muller vai Olenka

## Sản xuất
Burning Blue được dựa trên vở kịch đầu tiên của D.M.W. Greer vào năm 1992.
Bộ phim chuyển thể bắt đầu được sản xuất vào năm 2010, với những phân cảnh chính diễn ra hoàn toàn ở thành phố New York
và Long Island, New York. Một số cảnh sử dụng tàu sân bay USS John C. Stennis (CVN-74) được xác định là giả tưởng dựa trên tàu sân bay CVN-44. Các cảnh trên boong tàu USS John C. Stennis cho thấy các máy bay và thiết bị của Hải quân Hoa Kỳ đang hoạt động hiện nay bao gồm:
- Boeing E-3B Sentry
- Grumman F-14 Tomcat
- Lockheed S-3B Viking
- McDonnell Douglas F/A-18C/D Hornet
- Northrop Grumman EA-6B Prowler
- Sikorsky SH-3 Sea King
- Sikorsky SH-60 Seahawk

## Tiếp nhận
Burning Blue đã nhận được những đánh giá tiêu cực nói chung. Anita Gates đã viết trong Thời báo New York: "Kịch bản của Greer và Helene Kvale chứa đựng những cuộc đối thoại có vẻ sâu sắc nhưng vô hồn, vô nghĩa". Tuy nhiên cũng có những lời khen dành cho bộ phim khi khai thác nội dung tình yêu đồng tính một cách nhẹ nhàng và không nhuốm màu tình dục.
Nhìn chung các nhận xét đều chỉ trích đạo diễn và biên kịch, tuy nhiên hai diễn viên Ford và Mayes được khen ngợi khả năng nhập vai cho nhân vật. Bộ phim đạt 28% tổng hợp đánh giá Rotten Tomatoes.